# Il nido
Ne doit pas être confondu avec El nido.
Pour plus de détails, voir Fiche technique et Distribution.
Il nido est un film italo-suisse réalisé par Klaudia Reynicke, sorti en 2016.

## Fiche technique
- Musique : Peter Kernel
- Photographie : Hélène Louvart
- Montage : Carlotta Cristiani, Marie-Hélène Dozo

## Distribution
- Fabrizio Rongione : Saverio
- Ondina Quadri : Cora
- Sonia Gessner : Margherita
- Giovanni Franzoni : Filippo
- Diego Ribon : Michele